# Сфондрати, Сиджисмондо
Сиджисмондо Сфондрати (итал. Sigismondo Sfondrati; ум. 10 мая 1652, Бурбур (Пикардия), 2-й маркиз ди Монтафья — испанский генерал, участник Тридцатилетней войны.

## Биография
Происходил из ломбардского рода Сфондрати. Сын Франческо Сфондрати, 1-го маркиза ди Монтафья, рыцаря ордена Алькантары, генерала папской морской армии, кастеллана замка Святого Ангела, и Бьянки Висконти.
Родственник папы Григория XIV и брат Джованни Баттисты Сфондрати, епископа Павии.
Рыцарь ордена Калатравы, командор Монтемолины, член Верховного Военного совета короля Испании, кампмейстер одного из терсио итальянской пехоты, генерал-лейтенант легкой кавалерии, генерал артиллерии (с 1643) и военный сюринтендант провинции и графства Фландрии.
Участвовал в Тридцатилетней и франко-испанской войнах на нидерландском театре. В августе 1637 руководил осадой Венло, в следующем году командовал кавалерией в армии кардинала-инфанта, совместно с войсками имперского генерала Гийома де Ламбуа нанесшей поражение войскам принца Оранского в Гельдерланде, не дав голландцам взять реванш за разгром в битве при Калло.
В 1650 году был пожалован Филиппом IV в рыцари ордена Золотого руна.
Был тяжело ранен ядром в 1652 году при осаде Гравелина, и умер через несколько дней в Бурбуре.
В честь этого генерала Михил ван Лангрен дал одному из лунных кратеров имя Сфондрати (ныне кратер Селевк).

## Семья
Жена (8.07..1637): графиня Геновева Анна фон Таксис (16.4.1618—14.12.1663), дочь графа Леонарда II фон Таксиса, и Александрины де Ри, графини де Варакс. Брак бездетный